# Municipio de Grasshopper
El municipio de Grasshopper (en inglés, Grasshopper Township) es un municipio ubicado en el condado de Atchison, Kansas, Estados Unidos. Según el censo de 2020, tiene una población de 501 habitantes.

## Geografía
Está ubicado en las coordenadas 39°36′7″N 95°28′48″O / 39.60194, -95.48000 (39.601943, -95.480098). Según la Oficina del Censo de los Estados Unidos, tiene una superficie total de 170.9 km², de la cual 170.2 km² son tierra y 0.7 km² son agua.

## Demografía
Según el censo de 2020, hay 501 personas residiendo en la zona. La densidad de población es de 2.9 hab./km². El 94.81 % de los habitantes son blancos, el 0.80 % son amerindios, el 1.00 % son de otras razas y el 3.39 % son de una mezcla de razas. Del total de la población, el 1.40 % son hispanos o latinos de cualquier raza.